# Sylvia Dorance
Sylvia Dorance est auteure et éditrice française, née à Paris dans une famille liée à l'édition et à l'illustration pour les enfants.
Elle a contribué au développement de la presse pour enfants et adolescents en France, dans la période "pionnière" des éditions Milan (années 80) puis chez Nathan. Elle a en particulier créé et dirigé en tant que Rédactrice-en-chef les magazines Wapiti, Abricot et Petit Géant. Elle a également créé des collections de livres pour la jeunesse, parmi lesquelles : Copain des bois (Milan), Tout ce qu'on sait (La Martinière), la "version 2000" de l'encyclopédie Tout l'Univers (Hachette), 1001 idées pour les maternelles (Magnard)…
Engagée dans l'aide au développement, elle travaille en Afrique avec des éditeurs locaux, des ONG et des organismes internationaux (UNESCO, InWent, OIF, ADEA) dans les domaines de l'enseignement informel, de la pédagogie participative et de la promotion de l'environnement lettré en langues africaines.

## Les idées[Quoi ?]
Sylvia Dorance soutient l'idée selon laquelle un documentaire, un magazine scientifique, un ouvrage de vulgarisation destinés aux enfants et aux adolescents, "ne peuvent se contenter d'être un panorama des connaissances actuelles. (…) Ils ne doivent pas seulement permettre de se documenter mais aussi de comprendre comment on en est arrivé à ces connaissances" Ils doivent faire naître l'esprit de curiosité, le désir de chercher. "Ils doivent montrer que le doute est créatif et dire 'Nous pensons que' ou 'aujourd'hui, il est admis que', plutôt que 'nous avons la certitude absolue'". Enfin ils ne doivent pas véhiculer simplement des connaissances, mais également des idées et des valeurs : importance accordée à la diversité, remise en cause des idées trop établies ou d'une pensée dominante, capacité de chaque culture à apporter sa pierre à l'édifice…
Dans le domaine de la pédagogie, Sylvia Dorance défend la pédagogie active et participative, issue en particulier des travaux de Célestin Freinet et de Maria Montessori, et le fait de privilégier la compréhension et l'invention par rapport à la mémorisation. Aussi bien dans ses ouvrages destinés à l'éducation occidentale que dans ceux consacrés au contexte du développement, elle prône "un enseignement moins axé sur les programmes, les contenus et les délais à respecter que sur l'épanouissement de la personnalité, tant sur le plan individuel que social". Dans ce cadre, elle a créé en 2009 les éditions École vivante.

## Les principales publications
Ouvrages pour la jeunesse, documentaires et encyclopédies (en tant que directrice de collection ou auteur ou coauteur)
- Copain des bois, avec Renée Kayser (Milan, 1987)
- Histoires vraies d'animaux, avec Michel Piquemal (Nathan, 1990)
- Collection 150 activités pour votre enfant (Retz, 1991)
- Collection Master (Hachette, 1993)
- Contes de l'Europe, avec Virginie Lou (Casterman, 1994)
- Tout l'Univers en 12 volumes (Hachette, 1996)
- Les mots pour lire, avec Françoise Guillaumond (Larousse, 1999)
- L'Astronomie, avec Pierre Cruzalèbes et al (La Martinière, 2002)
- L'Égypte, avec Lætitia Gallet et al (La Martinière, 2003)
- Dico de l'astronomie, avec Pierre Cruzalèbes (La Martinière, 2004)
- Les Origines de l'Homme, avec Dominique Grimaud-Hervé et al (La Martinière, 2005)

Ouvrages pédagogiques
- Collection 1001 idées pour les maternelles, avec Françoise Guillaumond et al (Magnard)
- Le groupe classe en maternelle" ,avec Françoise Guillaumond (Retz, 1997)
- Activités créatives pour la maternelle" (Retz)
- 50 activités pour apprendre à vivre ensemble (Retz, 2007)
- La danseuse sur un fil, une vie d'école Freinet, avec Ginette Fournès (École Vivante)
- S'engager dans la pédagogie Freinet, avec Ginette Fournès (École Vivante)
- Collection Montessori Pas à Pas, avec Isabelle Patron et Vanessa Toinet (École Vivante)

Autres ouvrages
Collection Editer en Afrique (coproduction InWent, ARED, Dakar / Sénégal) : 
- Du manuscrit au lecteur
- Du manuscrit au texte définitif
- Texte et image, la mise en forme du livre, avec Corinne Leveuf
- Le livre et la pédagogie, avec Mamadou Ly et l'ONG ARED
- Langues africaines : de l'oral à la publication, avec Sonja Fagerberg-Diallo et Fary Kâ

- Livres en mouvement - Mettre en place une bibliothèque mobile, UNESCO, 2009[6]

- Dessiner pour écrire (Editions Asselar, Mali)
- Du dessin à l'écriture (Editions Asselar, Mali)